# Ángela Vallina
Ángela Rosa Vallina de La Noval (ur. 6 lipca 1959 w Castrillónie) – hiszpańska polityk, działaczka samorządowa, deputowana do Parlamentu Europejskiego VIII kadencji.

## Życiorys
Ukończyła szkołę średnią, następnie kształciła się w zakresie historii. Nie pracowała zawodowo, zajmując się wychowywaniem dzieci. W 1999 zaangażowała się w działalność polityczną w ramach Zjednoczonej Lewicy. W 2003 wybrana na urząd alkada Castrillónu, jednak została odwołana. Ponownie objęła tę funkcję w 2007 i utrzymała ją w 2011.
W 2014 z ramienia Zjednoczonej Lewicy uzyskała mandat eurodeputowanej VIII kadencji. W PE przystąpiła do frakcji Zjednoczonej Lewicy Europejskiej – Nordyckiej Zielonej Lewicy. W 2019 została natomiast wybrana do regionalnego parlamentu Asturii.